# واو شلك
وأو شلك هي قرية يبلغ عدد سكانها 50000 وتقع في ولاية أعالي النيل في جنوب السودان . الكثير ممن يقيمون في واو شلك هم نازحون بحاجة إلى اللجوء بسبب الحرب الأهلية الأخيرة التي دمرت الكثير من الأراضي. ظروف المعيشة في البلدة قاتمة. يعيش العديد من السكان في خيام صغيرة مبنية من الأغطية. خلال موسم الأمطار، يعيشون في المياه لدرجة ان المياه تغطيهم حتى الركبة مما يؤدي إلى التلوث وانتشار الكوليرا مؤخرًا. إلى جانب مشاكل الفيضانات وسكن الفقراء، يواجه السكان أيضًا خطر سوء التغذية الحاد. لم يتمكن المزارعون الذين شردتهم الحرب الأهلية من زراعة كوكب المحاصيل مما أدى إلى نقص الغذاء في البلاد.  كثير من الناس يعتمدون الآن على الطعام الذي وزعته اليونيسف والأمم المتحدة ، ولكن لا يبدو أنه كافٍ ويوضح الشيلوكيون أنهم غير قادرين على إطعام أسرهم بأكملها. غالبًا ما يتم نهب الطعام الذي تستورده هذه الجماعات من قبل الجنود والمتمردين قبل أن يتمكن من الوصول إلى المدنيين. تشير التقديرات إلى أنه سيتم فقد ما يقرب من 50000 طفل من جنوب السودان هذا العام ما لم يتم توزيع الغذاء بشكل صحيح في جميع أنحاء الأرض.  تدعو العديد من المنظمات الإنسانية إلى توفير المزيد من الغذاء والإمدادات من أجل مساعدة الوضع. لسوء الحظ، لن يتم تقديم المزيد من المساعدات حتى يتم إصدار إعلان رسمي عن المجاعة. في عام 2015 ، تم اختطاف العديد من أطفال المدارس من قبل القوات الموالية لجونسون أولوني بنية إجبارهم على الخدمة في القوات المسلحة. 

## التاريخ
أعلن جنوب السودان استقلاله عن السودان عام 2011 على أمل السلام والاستقلال. ومع ذلك، فقد امتلأت السنوات الثلاث الماضية بالقتال الداخلي وزيادة الفقر. أدى القتال إلى إخراج آلاف الأشخاص من منازلهم. ويقيم العديد من هؤلاء اللاجئين الآن في واو شيلوك. التي لم تكن جاهزة للتدفق المفاجئ. بسبب عدم كفاية شبكات الصرف الصحي والصرف، غمر موسم الأمطار الأخير احتياطيات المياه العذبة بالنفايات ؛ مما أدى إلى تفشي وباء الكوليرا . الكوليرا عدوى تصيب الأمعاء وتسبب الإسهال. إذا لم يتم علاج الكوليرا يمكن أن تكون قاتلة في غضون ساعات. عالجت فرق (Medecins Sans Frontieres ) في ولاية أعالي النيل خلال شهر يوليو 2014 904 مرضى من الكوليرا.  حتى 10 أغسطس 2014 ، تم الإبلاغ عن 894 حالة مع 17 حالة وفاة في واو شلك بجنوب السودان بسبب الكوليرا، واليوم يوفر موت الرعاية الصحية بدعم من (IMA) الصحة العالمية من خلال صندوق النتائج السريعة. 

## الحضارة
يسكن واو شلك جنوب السودان ويبلغ عدد سكانها حوالي 500000 ، تحول معظمهم إلى المسيحية ، في حين أن القليل يتبع الدين التقليدي، وحتى أعداد صغيرة اعتنقت الإسلام . 
يتم التحدث بلغة الشلك بشكل موحد في جميع أنحاء المنطقة نصف مليون من هؤلاء الناس. البلد مقسم إلى الشمال (جار) والجنوب (إيواك) ؛ يوجد في الشمال والجنوب حوالي 100 عشيرة أو مجموعة عرقية مختلفة.
الزراعة هي أسلوب حياة لهؤلاء الناس حيث تتكون المحاصيل الرئيسية من حصاد واستهلاك الفاصوليا والسمسم والذرة والذرة الرفيعة . ازدهرت الشلك على صيد الأسماك في نهر النيل والروافد المحيطة التي تغذي نظامهم الغذائي بتناول المأكولات البحرية.
الثقافة والأخلاق تنتقل شفويا من جيل إلى جيل، ولهذا السبب فقدت معظم التقاليد. تقليد واحد لم يضيع هو الزواج، وهو الهدف الرئيسي في حياة الشلك. إنها مقاربة الموضة القديمة حيث تصل الكلمة الشفوية ببطء إلى آذان أولئك المهيمنين في الأسرة. يستلزم إنهاء الزواج ثمن 10 أبقار أو 30 من الأغنام والماعز لعائلة العروس.